# Лейденская банка
Ле́йденская ба́нка — первый электрический конденсатор, изобретённый голландским учёным Питером ван Мушенбруком и его учеником Кюнеусом в 1745 году в Лейдене. Параллельно и независимо от них сходный аппарат под названием «медицинская банка» изобрёл немецкий учёный Эвальд Юрген фон Клейст.

## Устройство
Согласно энциклопедии Ф. А. Брокгауза и И. А. Ефрона, «этот конденсатор имеет форму банки, то есть цилиндра с более или менее широким горлом или же просто цилиндра, обыкновенно стеклянного. Банка оклеена внутри и снаружи листовым оловом (наружная и внутренняя обкладки) примерно до 2/3 её высоты и прикрыта деревянной крышкой. Банка может не иметь внутренней обкладки, но тогда в ней должна быть жидкость, например вода; банка может не иметь и внешней обкладки, но в таком случае при заряжении надо её обхватить ладонями; такова и была банка в первоначальном виде, когда её устроил (1745) голландский физик Мушенбрук и когда впервые испытал удар от разряда банки лейденский гражданин Кюнеус».
Лейденская банка позволяла накапливать и хранить сравнительно большие заряды, порядка микрокулона.

## Значение
Изобретение лейденской банки стимулировало изучение электричества, в частности, скорости его распространения и электропроводящих свойств некоторых материалов. Выяснилось, что металлы и вода (кроме дистиллированной) — лучшие проводники. Благодаря Лейденской банке удалось впервые искусственным путём получить электрическую искру. 

## Наши дни
В современном мире лейденская банка применяется только для демонстраций, как компонент электрофорной машины, в электротехнике она вытеснена куда более удобными и ёмкими высоковольтными конденсаторами закрытого типа.

## Галерея
- Конструкция лейденской банки.
- «Разложение» лейденской банки, 1876 г.
- Измерение лейденской банки
- Батарея последовательно соединённых лейденских банок
- Батарея из четырёх наполненных водой лейденских банок, Музей Бурхаве[англ.], Лейден
- Батарея из параллельно соединённых 25 лейденских банок, музей Тейлора, Харлем